# Frignano
Frignano è un comune italiano di 8 884 abitanti della provincia di Caserta in Campania. Fa parte dell'agro aversano.
Il toponimo è la forma sincopata di un nome prediale gentilizio romano Furinius (Furnius). L'origine del nome si può anche ricollegare a "Forum Iani" (Foro di Giano), perché fu ritrovata, alla fine degli anni 1950, un tempio con due aperture (una a sud ed una ad ovest) sormontate da due facce di diverse dimensioni con la scritta "Dicata Iano". Tale tempio fu ritrovato sotto l'attuale chiesa dedicata a Maria SS. dell'Arco. Il Paese in passato era conosciuto con il nome di Frignano Maggiore, differenziandosi da Frignano Minore (piccolo), l'attuale Villa di Briano il cui nome è stato mutato agli inizi degli anni '50.

## Storia
La fondazione di Frignano è datata non più tardi del I secolo a.C., al tempo delle tre centuriazioni effettuate dagli imperatori romani sull'agro aversano. Ciò è deducibile da due fatti: dal nome e dall'ubicazione.Il paese è sorto sulla via Gromatica, come comprova la rete di strade parallele che la tagliano e la sfiorano: una vecchia carreggiabile attraversa l'abitato e passa a metà strada fra Trentola e Ducenta, e riappare, per ultimo tratto, ad occidente del cimitero di Lusciano; una carreggiabile che dai Regi Lagni giunge a Ponte Cavone, a sud-ovest di Frignano ed oltre. Frignano viene citato la prima volta al tempo di Zottone, quando sul suo territorio si svolse una rovinosa battaglia fra Landone II il Giovane, detto il Ricciuto, e Paldone Rapinato.
Al tempo dei Longobardi e dei Normanni Frignano viene più volte ricordato nei documenti. 
Un primo documento porta la data del 988, è firmato dall'arcivescovo Adinolfo ed afferma che il monastero capuano di San Lorenzo, tra gli altri poderi dei quali era stato dotato dalla principessa Aloara, ne possedeva alcuni in loco Ferrayanu et cum omni parte de ecclesia Sancti Nazarii constructa in praedicto loco.
Nel 1119 il vescovo di Aversa, Roberto, riceve in defensione ecclesiae sancti Pauli Pietro Forignanese di Mairano liberandolo da ogni angaria e par parangaria. Nel 1122, in un altro documento, si parla del Barone aversano Riccardo, figlio di Goffredo, che dona al presbitero Mairano, e, dopo la sua morte, alla chiesa di Santa Maria Preziosa, un pezzo di terra que est in territorio villae Forignani maioris, al luogo detto campus de Mairano. Altri documenti sono datati 1135, 1165, 1166.

## Monumenti e luoghi d'interesse

### Architetture religiose
- Chiesa della Beata Vergine di Pompei;
- Chiesa dell'Incoronata;
- Chiesa di Maria SS. dell'Arco (chiesa parrocchiale);
- Chiesa dei Santi Nazario e Celso (chiesa parrocchiale).

## Società

### Evoluzione demografica
Abitanti censiti

### Tradizioni religiose
I patroni di Frignano sono i santi Nazario e Celso, cui è dedicata la chiesa centrale del paese. Molto sentito è anche il culto di santa Maria dell'Arco, cui è dedicata l'altra chiesa principale di Frignano.

## Infrastrutture e trasporti

### Strade
Il comune è interessato dall'uscita di Frignano della strada statale 7 bis di Terra di Lavoro e dall'uscita di Frignano-Casaluce della ex strada statale 265 dei Ponti della Valle.

### Ferrovie
Il comune è servito dalla stazione di San Marcellino-Frignano, posta alla diramazione delle linee Roma-Formia-Napoli e Villa Literno-Cancello. Era inoltre servito dalla stazione di Frignano Maggiore, posta sulla ferrovia Alifana bassa, dismessa nel 1976.

## Amministrazione
| Periodo | Periodo   | Primo cittadino       | Partito                                 | Carica  | Note                      |
| ------- | --------- | --------------------- | --------------------------------------- | ------- | ------------------------- |
| 1985    | 1990      | Raffaello Tessitore   | Democrazia Cristiana                    | Sindaco |                           |
| 1990    | 1992      | Antonio Seguino       | Partito Socialista Italiano             | Sindaco |                           |
| 1992    | 1993      | Massimo Francesco     | Democrazia Cristiana                    | Sindaco |                           |
| 1993    | 1994      | Giambattista Mercorio | commissario straordinario               | Sindaco |                           |
| 1994    | 1998      | Giambattista Restina  | Lista civica (PPI)                      | Sindaco |                           |
| 1998    | 2000      | Luigi Enzo D'Amore    | Lista civica (Centro)                   | Sindaco |                           |
| 2000    | 2001      | Luigi Zaccariello     | Lista civica (Centro)                   | Sindaco |                           |
| 2001    | 2006      | Vincenzo Magliulo     | Casa delle Libertà                      | Sindaco |                           |
| 2006    | 2011      | Lucio Santarpia       | Lista civica (indipendente)             | Sindaco |                           |
| 2011    | 2016      | Gabriele Piatto       | Lista civica (Orgoglio civico Frignano) | Sindaco | Centrodestra              |
| 2016    | 2020      | Gabriele Piatto       | Lista civica (Orgoglio civico Frignano) | Sindaco | Centrodestra              |
| 2020    | 2021      | Luigia Sorrentino     |                                         | Sindaco | commissario straordinario |
| 2021    | in Carica | Lucio Santarpia       | Lista civica (Radici e Futuro Frignano) | Sindaco |                           |